# Kaukauna (Wisconsin)
Kaukauna es una ciudad ubicada en el condado de Outagamie en el estado estadounidense de Wisconsin. En el Censo de 2010 tenía una población de 15.462 habitantes y una densidad poblacional de 740,13 personas por km².

## Geografía
Kaukauna se encuentra ubicada en las coordenadas 44°16′37″N 88°15′55″O / 44.27694, -88.26528. Según la Oficina del Censo de los Estados Unidos, Kaukauna tiene una superficie total de 20.89 km², de la cual 19.85 km² corresponden a tierra firme y (5%) 1.04 km² es agua.

## Demografía
Según el censo de 2010, había 15.462 personas residiendo en Kaukauna. La densidad de población era de 740,13 hab./km². De los 15.462 habitantes, Kaukauna estaba compuesto por el 94.49% blancos, el 0.72% eran afroamericanos, el 0.82% eran amerindios, el 1.34% eran asiáticos, el 0.04% eran isleños del Pacífico, el 0.96% eran de otras razas y el 1.64% pertenecían a dos o más razas. Del total de la población el 2.63% eran hispanos o latinos de cualquier raza.